# Templo Expiatorio del Sagrado Corazón
El Templo Expiatorio del Sagrado Corazón de Jesús (en catalán: Temple Expiatori del Sagrat Cor de Jesús) es una iglesia situada en la montaña del Tibidabo, en Barcelona, obra del arquitecto Enric Sagnier y finalizada por su hijo Josep Maria Sagnier. Es de estilo historicista que combina elementos neobizantinos, neorrománicos y neogóticos. Su construcción se prolongó de 1902 a 1961. Pertenece al arciprestazgo de Sarrià.
Este inmueble está inscrito como Bien Cultural de Interés Local (BCIL) en el Inventario del Patrimonio Cultural catalán con el código 08019/2471.

## Historia
La montaña del Tibidabo pertenece a la sierra de Collserola y es el punto más alto de la ciudad de Barcelona (516,2 m). Su nombre proviene de una cita bíblica: haec omnia tibi dabo si cadens adoraveris me, «todo esto te daré si te prosternas ante mí para adorarme» (Mateo 4,9). Fue urbanizada a principios del siglo XX por iniciativa del doctor Salvador Andreu, con una amplia avenida que unía la avenida de San Gervasio con la montaña, que fue ocupada por casas unifamiliares al estilo de las ciudades-jardín inglesas. Para el transporte se instaló un tranvía en la avenida y un funicular para ascender a lo alto de la montaña (1901), donde se emplazó posteriormente el Parque de Atracciones del Tibidabo. Debido a su altura el templo es visible desde cualquier punto del llano de Barcelona, por lo que es un claro referente del skyline barcelonés.
La idea de construir un templo en lo alto de la montaña del Tibidabo surgió a finales del siglo XIX ante los rumores sobre la construcción de un templo protestante y un hotel-casino, ante lo que una «Junta de Caballeros Católicos» adquirió la propiedad del terreno, que cedió en 1886 al sacerdote italiano Juan Bosco (canonizado en 1934). Bosco estaba entonces de visita en Barcelona invitado por Dorotea de Chopitea, gran mecenas y promotora del proyecto. Surgió entonces la idea de hacer un templo dedicado al Sagrado Corazón de Jesús, una advocación de moda en aquel entonces gracias al impulso del papa León XIII, siguiendo la línea del templo construido en Roma por el propio Bosco (Sacro Cuore di Gesù), así como del famoso Sacré-Cœur de París y otras iglesias homónimas francesas, como las de Lyon y Marsella.
En 1886 se construyó una ermita neogótica, inaugurada el 3 de julio, promovida por los salesianos, la congregación fundada por Bosco. Dos años más tarde, con motivo de la visita de la reina María Cristina a la montaña en el seno de los actos de celebración de la Exposición Universal, se urbanizó la carretera de Vallvidrera y se construyó al lado de la ermita un pabellón de inspiración mudéjar, que servía de mirador, posteriormente derribado.
El proyecto de construcción del templo sufrió un importante retraso debido sobre todo a la aparición de un nuevo proyecto para construir un observatorio astronómico en la cima del Tibidabo, que finalmente se hizo en una colina próxima (Observatorio Fabra). Finalmente, el 28 de diciembre de 1902 se colocó la primera piedra en un acto presidido por el obispo de Barcelona, Salvador Casañas, quien en su discurso pidió una limosna para el «nuevo Montmartre de Barcelona» —en alusión a la famosa colina parisina donde se ubica el Sacré-Cœur—. Las obras se prolongaron hasta 1961 y fueron finalizadas por Josep Maria Sagnier, hijo del artífice del proyecto, Enric Sagnier.
Enric Sagnier fue un autor prolífico, posiblemente el arquitecto con mayor número de construcciones en la Ciudad Condal, cerca de 300 edificios documentados. De estilo ecléctico, con una cierta tendencia clasicista, estuvo cercano al modernismo de moda en la época en la capital catalana, pero interpretándolo de una manera sobria y funcional. Su principal fuente de inspiración fue la arquitectura medieval, sobre todo románica y gótica.
En el XXII Congreso Eucarístico Internacional celebrado en Madrid en 1911 el Sagrado Corazón del Tibidabo fue nombrado Templo Nacional Expiatorio de España. A menudo se ha señalado la confrontación entre su ideario españolista frente al catalanista representado por el Templo Expiatorio de la Sagrada Familia de Antoni Gaudí.
El 29 de octubre de 1961 el templo recibió el título de basílica menor, otorgado por el papa Juan XXIII.

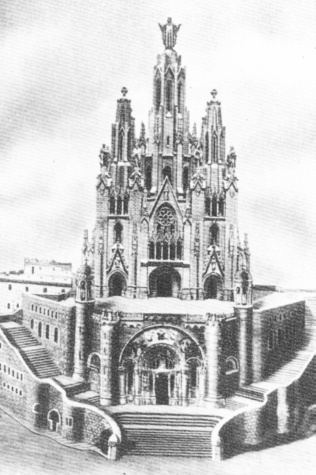
Maqueta del templo
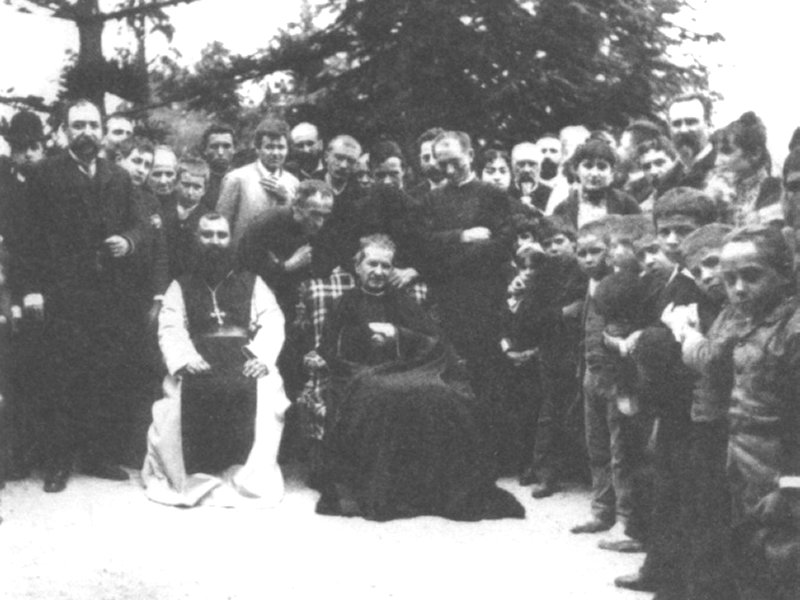
San Juan Bosco en su visita a Barcelona en 1886
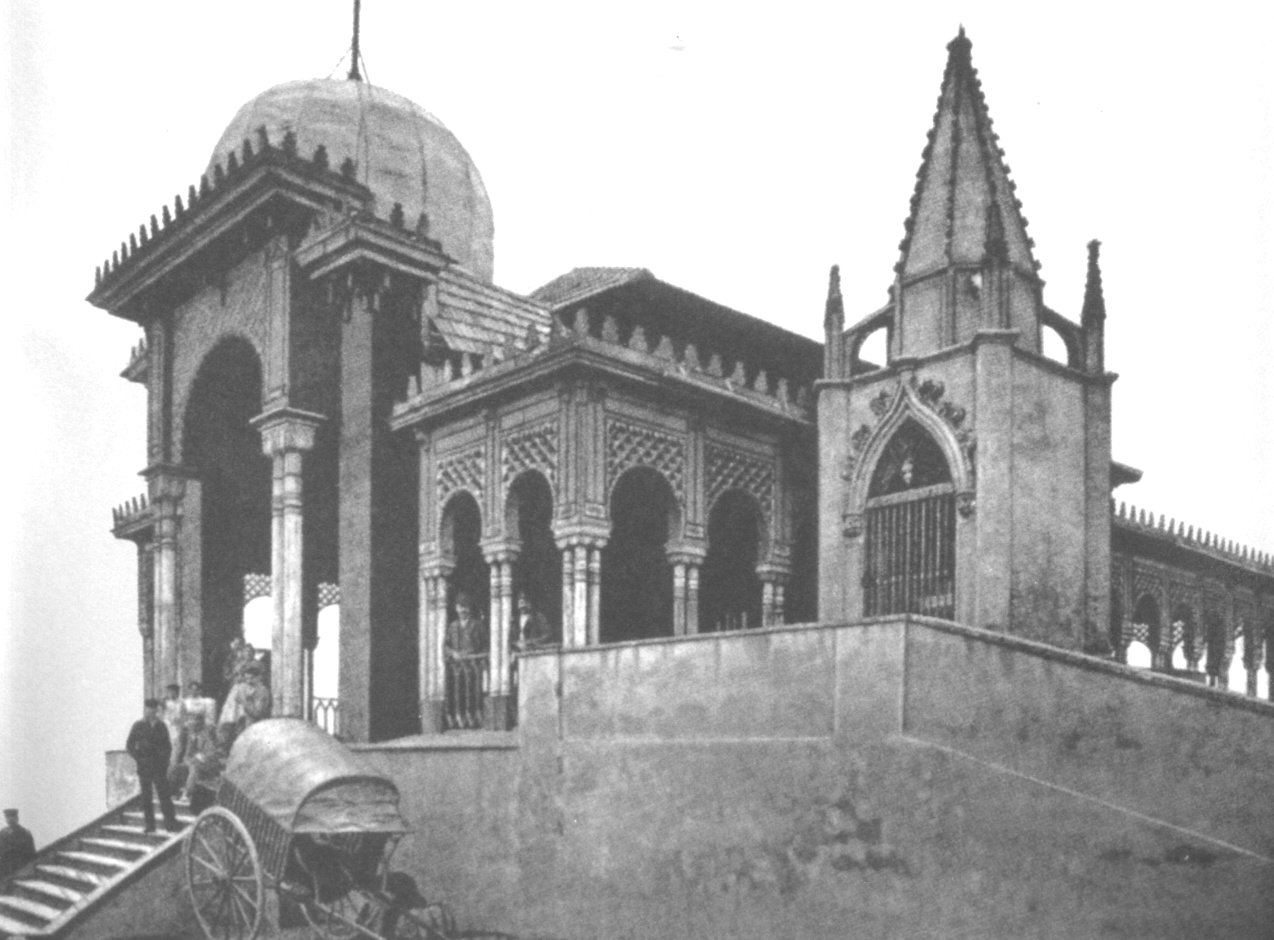
Pabellón mudéjar para la Exposición Universal de 1888
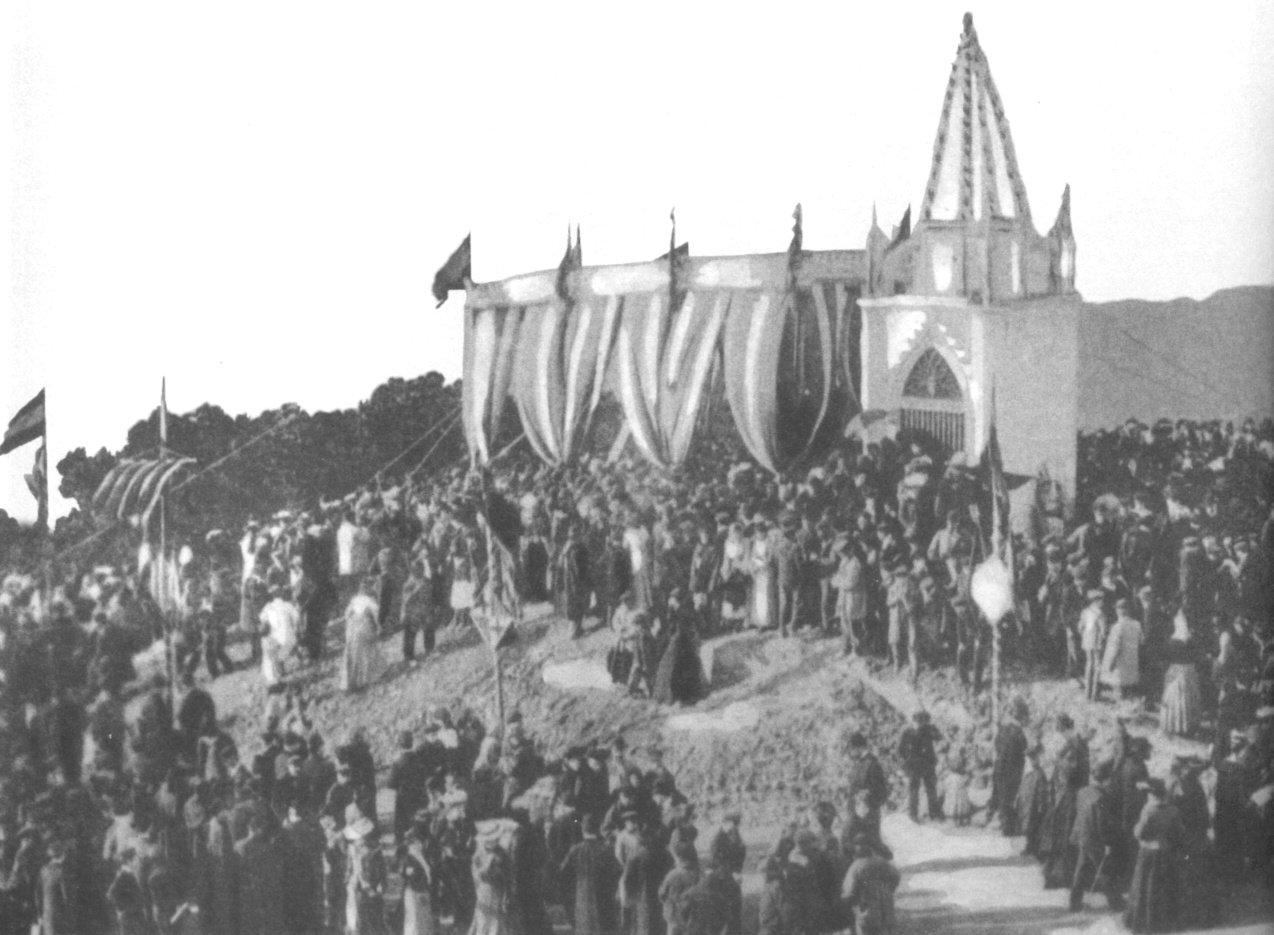
Colocación de la primera piedra (28-12-1902)
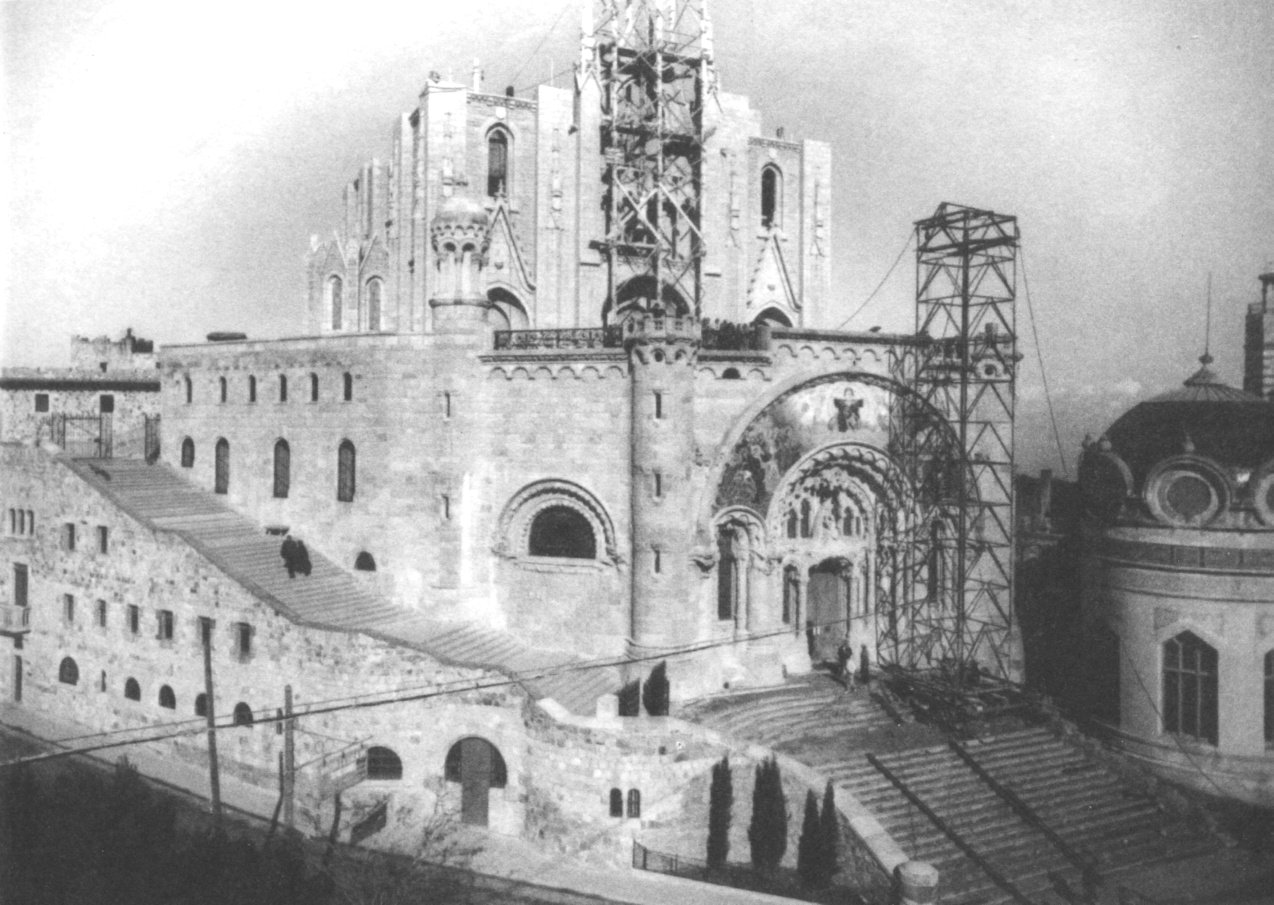
El Sagrado Corazón en 1931
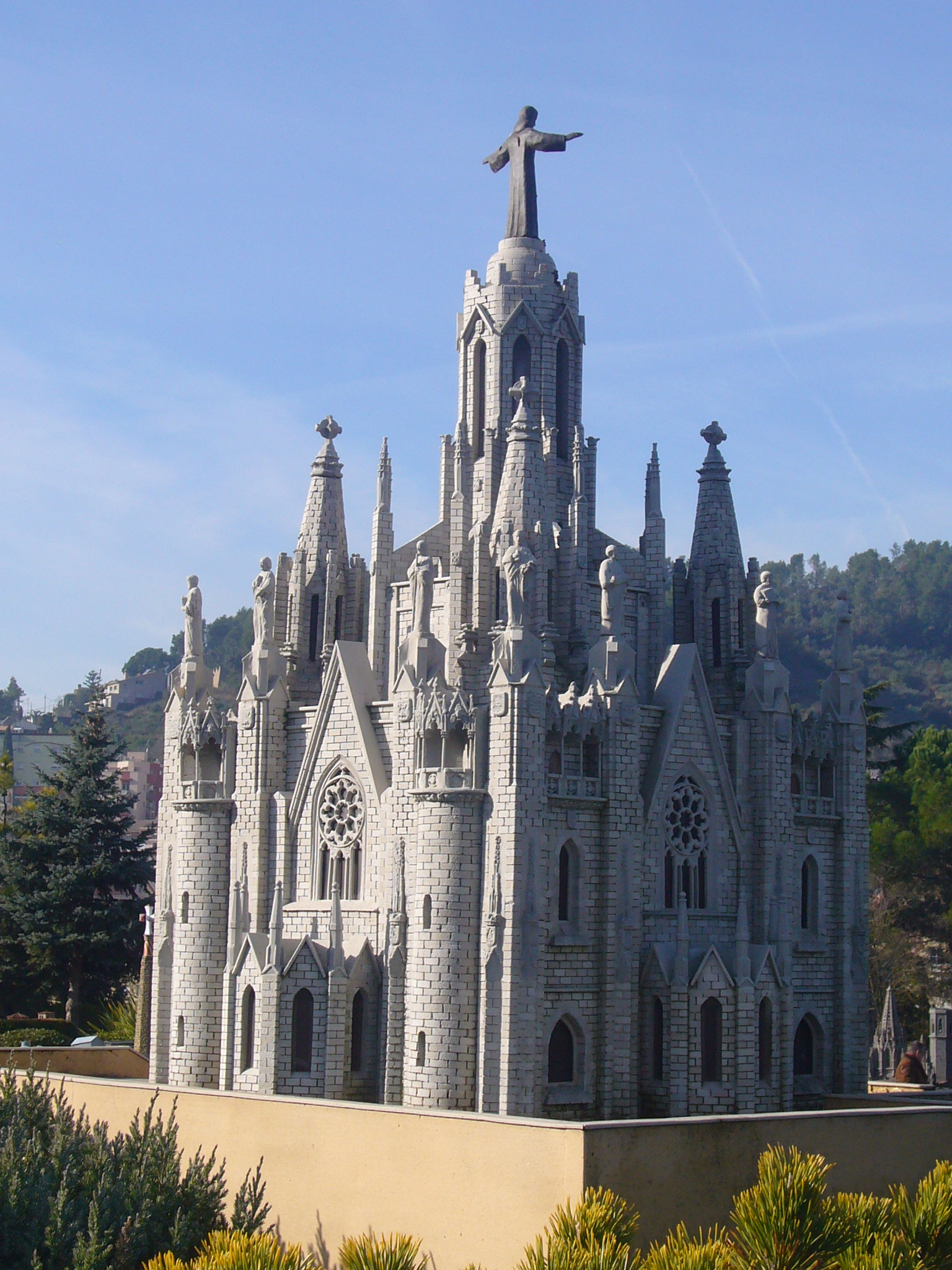
Maqueta del templo en Cataluña en Miniatura

## El templo

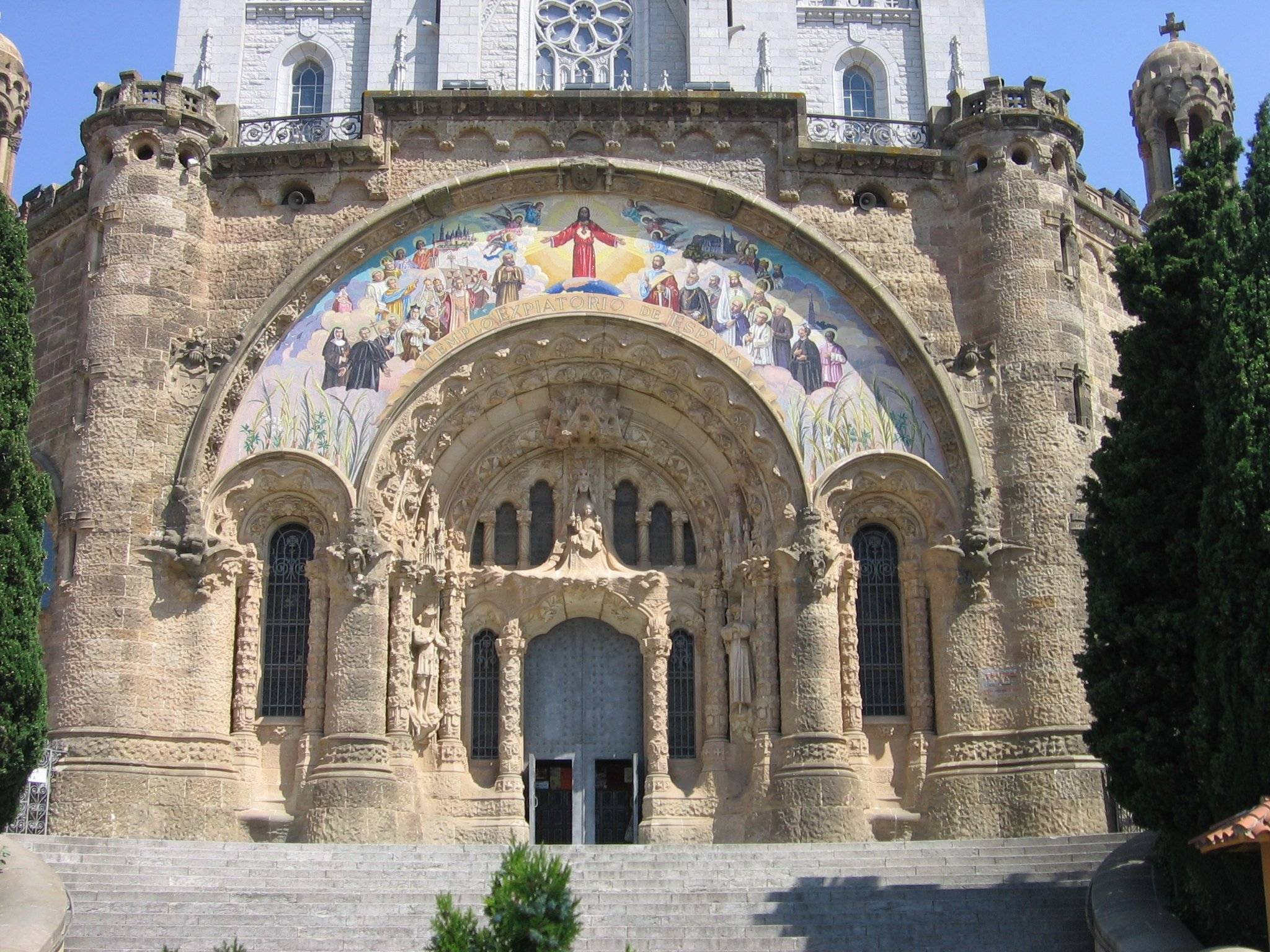
Pórtico de la cripta

El aspecto exterior del templo es el de un recinto amurallado fortificado de piedra de Montjuïc presidido por un monumental templo neogótico con una doble escalinata. El conjunto está formado por una cripta inferior y la iglesia superior, con planta central con cúpula sobre ocho columnas. El estilo del conjunto se basa en una línea románica combinada con el templo de verticalidad gótica, cubierto con una cúpula ochavada coronada con la imagen del Sagrado Corazón, obra inicial de Frederic Marès destruida en 1936 y sustituida por otra de Josep Miret, de 1950. Adosado al templo permanece la ermita construida en 1886, una construcción neogótica de planta cuadrada de 2 metros por cada uno de sus lados y ocho metros de altura. En su interior tiene un altar con una imagen del Sagrado Corazón de Jesús.

### Cripta

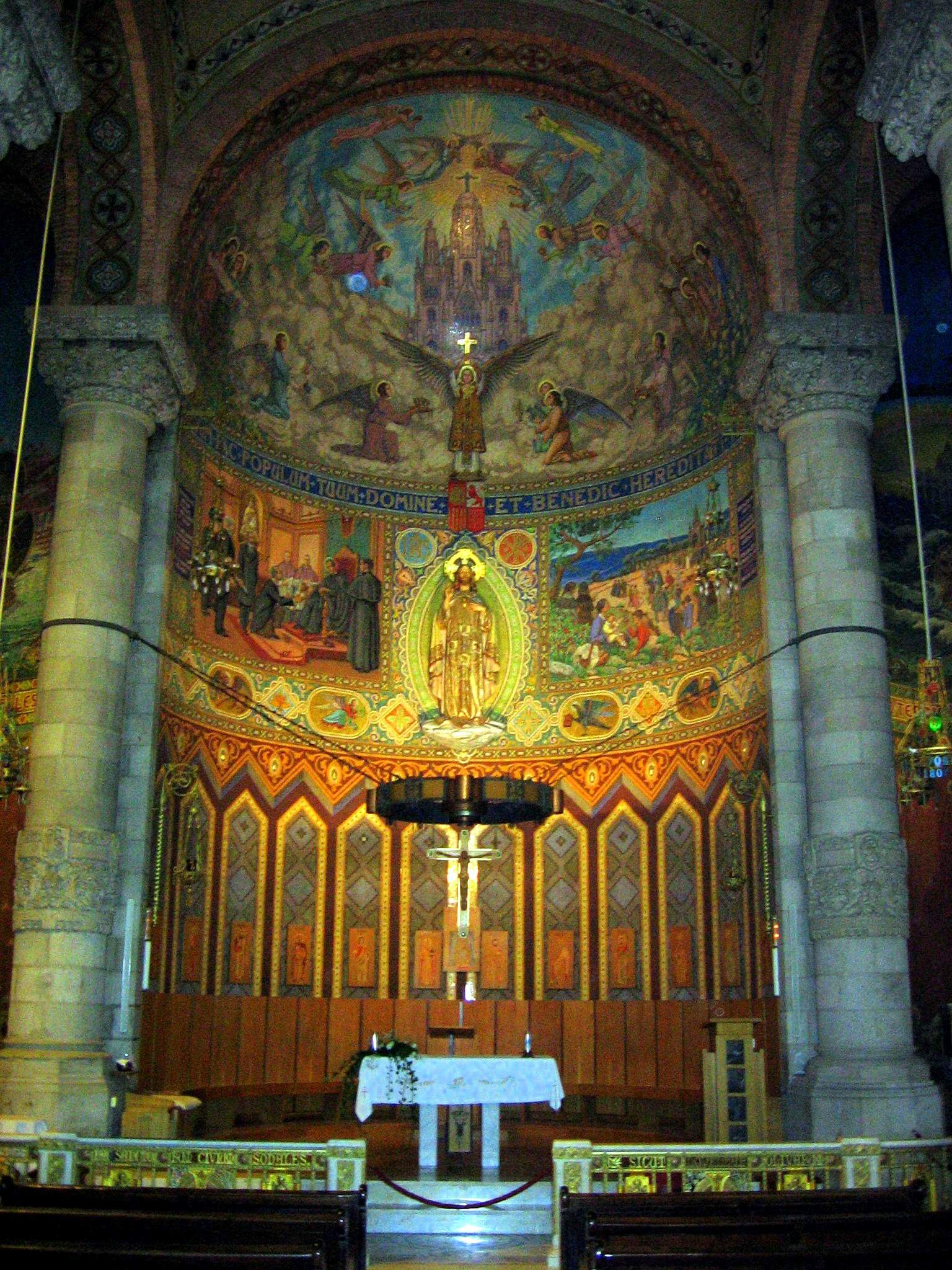
Interior de la cripta

La cripta se construyó entre 1903 y 1911 —fue inaugurada el 18 de junio de 1911— en un estilo general neobizantino, aunque también combina elementos neogóticos y clasicistas, y una decoración cercana al modernismo. La fachada presenta un tímpano ricamente ornamentado, con esculturas de Eusebi Arnau que representan la Virgen de la Merced, San Jorge y Santiago, patronos de Barcelona, Cataluña y España, respectivamente. Está formada por tres arcos de medio punto sobre columnas, insertados dentro de un gran arco, también de medio punto, decorado inicialmente con un mosaico de la Santísima Trinidad obra de Daniel Zuloaga, que fue destruido en 1936; en 1955 se hizo una nueva decoración a cargo de los Talleres Bru de Barcelona, que muestra una alegoría de la devoción de España al Sagrado Corazón, representada por sus santos patronos.
El espacio de la cripta está formado por cinco naves separadas por columnas, la central más ancha, con sus correspondientes ábsides semicirculares. Los muros y las bóvedas están revestidos de alabastro o con decoración de mosaico, con escenas relativas a las advocaciones de los altares (Virgen María Auxiliadora, san Antonio de Padua, Jesús Sacramentado, san José y la Virgen de Montserrat) y a la propia historia de la basílica (la Solemne entrega de los terrenos a Don Bosco en 1886 en la basílica de la Merced, la Romería del Ramo y los Ángeles ofreciendo el templo a Dios en señal de sumisión y ofrenda). También es de alabastro policromado el Vía Crucis esculpido por Josep Miret y Alfonso Pérez Fábregas. Las ventanas, que aportan una iluminación natural al interior, se complementan con vidrieras de diversos temas: las mayores en arco, en los extremos, representan la aparición de la Virgen del Pilar y la conversión de Recaredo al catolicismo; san Fernando y san Hermenegildo ocupan dos vidrieras grandes verticales, mientras las pequeñas situadas sobre la puerta están dedicadas a san Joaquín, san Isidoro, san Antonio y santa Isabel de Aragón, reina de Portugal.
Desde la cripta se accede a una capilla dedicada a la Adoración Perpetua, excavada en la misma montaña a finales de los años 1940, formada por tres naves divididas por columnas. El interior está ornamentado con mármoles y mosaicos en el pavimento y pinturas de Miquel Farré en las bóvedas, hechas entre 1947 y 1949. A lado y lado de la puerta principal dos grandes escaleras conducen al nivel del templo propiamente dicho, coronado por la enorme estatua de bronce del Sagrado Corazón hecha por Josep Miret en 1950 en sustitución del original de Frederic Marès de 1935, que fue destruido al inicio de la Guerra Civil, en 1936. El sentido ascensional desde la cripta, pasando por el templo hasta la escultura, refleja la ascensión y la purificación de la condición humana por medio del sacrificio y la expiación.

### Iglesia

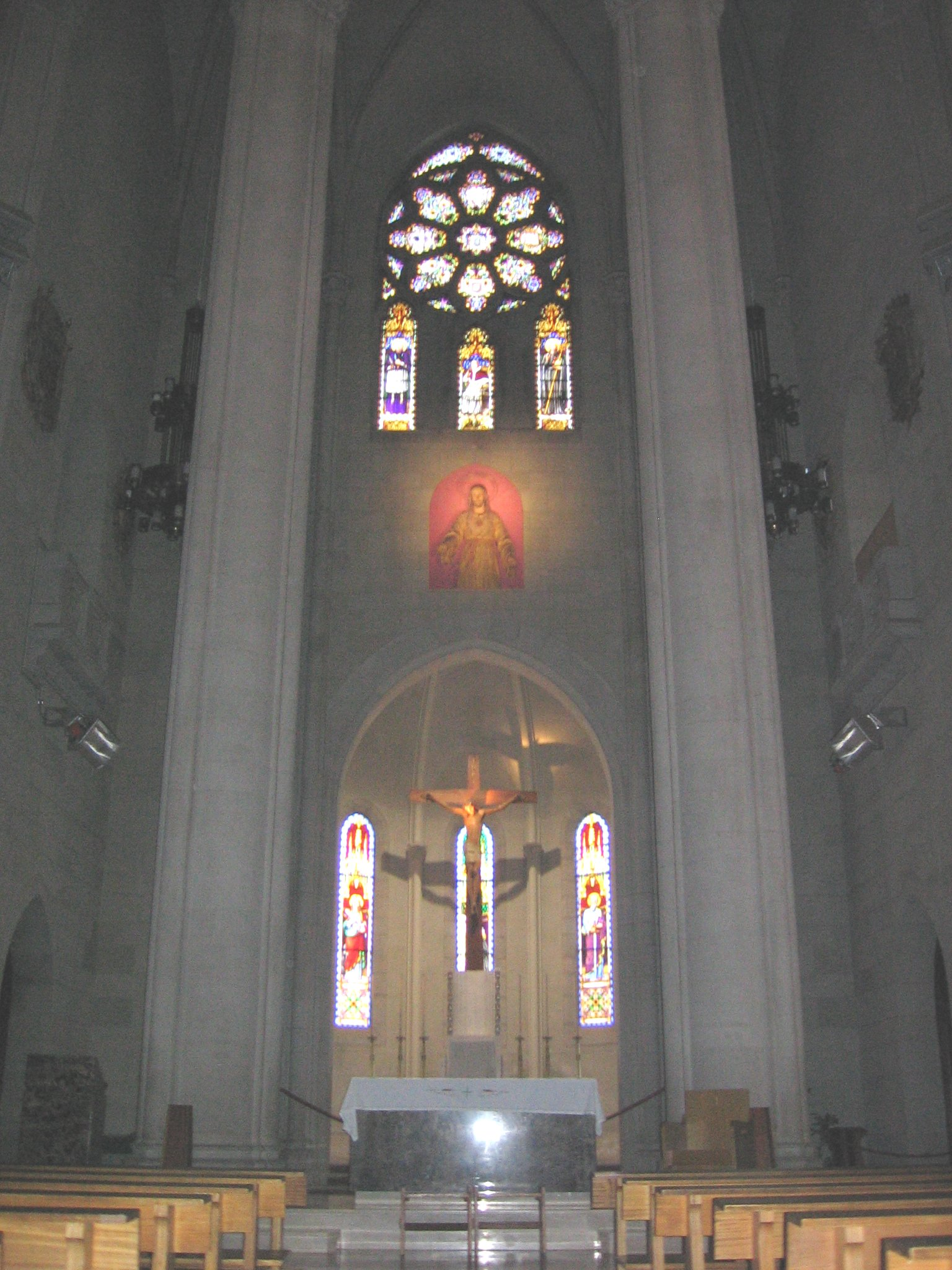
Interior del templo

El templo superior se construyó entre 1915 y 1951, y fue bendecido por el obispo Gregorio Modrego en el XXXV Congreso Eucarístico Internacional celebrado en Barcelona en 1952. Más tarde se hicieron las torres y finalizaron oficialmente las obras en 1961. El edificio fue construido con piedra gris azulada de Gerona; es de planta cuadrada, de la cual surgen tres ábsides, y presenta una gran torre central y cuatro más bajas, delimitando los cuatro vértices del cuadrado, en los que se colocaron las esculturas de los Doce Apóstoles, de Josep Miret. La fachada principal tiene tres cuerpos, el central más ancho, presidido por la figura del Arcángel Miguel en el arco de la entrada principal y la de san Juan Bosco en el frontón superior. Sobre la puerta izquierda se halla la estatua de santa Teresa de Jesús y, sobre la derecha, la de santa Margarita María Alacoque. Sobre la puerta se abre una galería de arcos ojivales con tracería. 
El interior está dividido en tres naves con ábsides semicirculares, con vidrieras y cuatro rosetones en las fachadas. En el altar mayor destaca el gran crucifijo obra de Joan Puigdollers. Las vidrieras del presbiterio están dedicadas a Pío X, san Juan Evangelista, santa Margarita María Alacoque, san Pablo y san Juan Bosco. El altar izquierdo tiene cinco vidrieras dedicadas a distintas advocaciones marianas: la Virgen de Antipolo (Filipinas), la Virgen de Luján (Argentina), la Asunción de María, la Virgen de Guadalupe (México) y la Virgen de la Caridad del Cobre (Cuba). El altar derecho está presidido por el Jesús resucitado, obra de Joan Puigdollers, y dedica sus vidrieras a advocaciones marianas españolas: la Virgen de la Almudena (Madrid), la Virgen de Nuria (Cataluña), Nuestra Señora de la Esperanza Macarena (Sevilla) , la Virgen de los Desamparados (Valencia) y la Virgen de Begoña (País Vasco).
Las vidrieras de las cuatro torres contienen la frase latina tibi dabo («te daré»), por el nombre de la montaña. Al nivel del coro figuran santos fundadores: san Marcelino Champagnat y san Juan Bautista de la Salle a ambos lados del presbiterio, y san Antonio María Claret, san José de Calasanz, san Juan Bosco y santa María Mazzarello junto a la fachada principal. Las vidrieras de las cuatro fachadas están dedicadas a san Francisco de Sales, Pío XI, san Ignacio de Loyola, san Francisco Javier, Pío IX, santa Rosa de Lima, León XIII y Pío XII. Las ocho vidrieras de la cúpula representan escenas de la vida de Jesús.

### Escultura del Sagrado Corazón
La escultura original fue elaborada por Frederic Marès entre 1934 y 1935, y fue colocada en una terraza del templo el 3 de febrero de 1935. Tenía 8 metros de altura, por lo que en su momento fue la escultura más grande de España. Estaba previsto colocarla sobre el cimborrio del templo, pero al estallido de la Guerra Civil fue fundida para fabricar material bélico, el 25 de julio de 1936. Tras la Guerra, los salesianos encargaron a Josep Miret una réplica de la obra original. La nueva escultura era algo más pequeña (7,5 m). Se colocó inicialmente en la terraza inferior del templo, hasta que en 1961 fue instalada en la parte superior, el emplazamiento donde estaba previsto situarla y que nunca logró la imagen original de Marès. Fue inaugurada el 10 de octubre de 1961, año en que se celebraban los setenta y cinco años de la visita de Juan Bosco a Barcelona y de los cincuenta de la inauguración del templo.
La imagen de Jesús sigue la iconografía siríaca, con barba y cabello peinado con la raya en medio. En el pecho tiene la túnica abierta para mostrar su corazón, inflamado de amor, tal como reveló en sus visiones santa Margarita María de Alacoque. El Nazareno tiene los brazos extendidos, en una actitud de protección hacia la ciudad de Barcelona, extendida a sus pies. La escultura fue restaurada en 2002, en ocasión del centenario de la colocación de la primera piedra del templo.